# Nicklas Strålberg
Nicklas Strålberg, född 15 augusti 1972, är en svensk före detta professionell ishockeyspelare.
Han har bland annat spelat för IF Mölndal Hockey och Värnamo GIK under sin karriär.
Strålberg har totalt spelat 25 matcher i Division 1, där han gjorde 6 poäng (2 mål + 4 assist).